# Víctor Balaguer (chanteur)
Pour les articles homonymes, voir Víctor Balaguer et Balaguer (homonymie).
Víctor Balaguer, né le 16 avril 1921 à Barcelone et mort le 17 avril 1984 dans la même ville, est un chanteur espagnol.
Il est connu pour avoir représenté l'Espagne au Concours Eurovision de la chanson 1962 à Luxembourg, avec la chanson Llámame.

## Discographie

### Album
- 1977 : Grandes éxitos de Luis Mariano en la voz de Víctor Balaguer

### Singles
- 1962 : Bricciole di luna
- 1962 : Addio, addio
- 1962 : Llámame
- 1978 : Montseny